# جامع كرمانشاه
جامع كرمانشاه، الذي يُطلق عليه أيضًا مسجد الأربعين عمودًا، يقع في مدينة كرمانشاه القديمة، ابتداءً من شارع مدرس حتى شارع رشيد ياسمي. وهو مسجد تاريخي يعود إلى عصر الدولة الزندية.